# Lovat
Lovat (rus. река́ Ло́вать) je rijeka u Pskovskoj oblasti i Novgorodskoj oblasti u Rusiji. Izvire u jezeru Lovatecu u sjeverozapadnoj Bjelorusiji, a teče sjeverno i ulijeva se u Iljmensko jezero. 
Glavne pritoke su mu Kunja, Polist, Redja i Robja.
Od značajnijih gradova na ovoj rijeci su Velikije Luki i Holm.